# Магулича (Арад)
Магулича (рум. Măgulicea) насеље је у Румунији у округу Арад у општини Варфуриле. Oпштина се налази на надморској висини од 288 m.

## Становништво
Према подацима из 2002. године у насељу је живело 336 становника, од којих су сви румунске националности.